# Polycyclen
Polycyclische Verbindungen oder kurz Polycyclen (Singular Polycyclus), auch Polyzyklen, sind cyclische organisch-chemische Verbindungen, bei welchen die Atome in mehreren Ringen angeordnet sind. Falls die Verbindungen nur einen Ring enthalten, spricht man stattdessen von Monocyclen. Bis auf sehr wenige Ausnahmen ist lediglich Kohlenstoff in der Lage, stabile Polycyclen zu bilden. Sind innerhalb des Ringsystems auch Heteroatome wie Stickstoff, Sauerstoff, Schwefel oder Phosphor vorhanden, so nennt man die Verbindungen heterocyclische Polycyclen. Sind zwei oder mehr Ringe durch Einfachbindungen direkt verknüpft, so spricht man von Ringsequenzen.
Polycyclen kommen sehr häufig in der Natur vor. So gehören zum Beispiel die Steroide zu den Polycyclen.

## Nomenklatur
Viele Polycyclen tragen Trivialnamen, die jedoch auch nach der IUPAC-Nomenklatur erlaubt sind.  Die systematische Nomenklatur der Polycyclen ist manchmal kompliziert und hängt von der Anzahl der Ringe, der Gesamtzahl der Ring-C-Atome (Stammkohlenwasserstoff), der Anzahl der Atome zwischen den Brückenkopf C-Atomen und der Art und Weise ab, nach welcher die Ringe verknüpft sind.
- Für Polycyclen, die aus zwei Ringen bestehen, ist die Bezeichnung Bicyclus bzw. bicyclische Verbindung gebräuchlich, z. B.: Naphthalin. Bei drei Ringen spricht man von tricyclischen Verbindungen.
- Zwei direkt benachbarte Ringe mit einer gemeinsamen Bindung werden auch als kondensiertes oder anelliertes Ringsystem bezeichnet (Beispiele: Naphthalin, Anthracen, Phenanthren, Pyren).

| Spiroverbindungen (Auswahl)                                                       |
| Spiro[4.5]decan                                                                   |
| 1,3,5-Triazaspiro[5.5]-undeca-1,3-dien, Beispiel für ein heterocyclisches Spiran. |
| Dispiro[4.2.5.2]pentadecan, Beispiel für ein Dispiran.                            |

### Unterscheidung nach Art der Verknüpfung der Ringe
- Spiroverbindungen sind Polycyclen, bei denen Ringe durch ein einzelnes gemeinsames Atom verbunden sind. Sie werden in der chemischen Nomenklatur mit der Vorsilbe Spiro- bezeichnet.
- Ringverbände sind Ringsysteme, die über Einfach- oder Doppelbindungen miteinander Verknüpft sind. Beispiel: Biphenyl
- Kondensierte polycyclische Verbindungen sind Polycyclen, bei denen die Ringe jeweils durch genau zwei gemeinsame Atome (d. h. genau eine gemeinsame Bindung) verbunden sind. Beispiele: Naphthalin, Anthracen und Phenanthren. Aromatische kondensierte Polycyclen werden auch unter dem Stichwort Polycyclische aromatische Kohlenwasserstoffe (PAK) behandelt. Kondensierte Systeme, die zusätzlich Brücken aufweisen werden als verbrückte kondensierte polycyclische Systeme bezeichnet.
- Verbrückte polycyclische Verbindungen selbst sind Polycyclen, bei denen die Ringe durch jeweils zwei oder mehr gemeinsame Atome verknüpft sind. Sie werden in der chemischen Nomenklatur oft nach dem Von-Baeyer-System bezeichnet. Beispiele sind die bicyclischen Terpene Bornan (Camphan), Caran, Campher, Fenchan, Fenchon, Pinan, die Pinene, und Thujon.

### Unterscheidung nach fehlenden oder vorhandenen Doppelbindungen
Viele Polycyclen lassen sich formal auf ein aromatisches carbocyclisches oder heterocyclisches Grundgerüst zurückführen, welches die nach den Valenzregeln maximale Zahl von Doppelbindungen enthält. Wenn man an diese Doppelbindungen in Gedanken Wasserstoffatome addiert, anders ausgedrückt: die Doppelbindungen „sättigt“, kommt man zu „Hydro-Derivaten“. In der Praxis gelingt dies häufig durch (katalytische) Hydrierung, doch spielt prinzipiell das Experiment für die Nomenklatur keine Rolle.
Ein charakteristisches Beispiel sind die hydrierten Naphthaline, wie die Decaline. Nach der Von-Baeyer-Nomenklatur werden sie als Bicyclo[4.4.0]decane bezeichnet. Die Verbindungen wurden jedoch auch durch Hydrierung von Naphthalin gewonnen. Ohne Zerstörung des Ringgerüsts können maximal zehn H-Atome angelagert werden, daher wurde der Kohlenwasserstoff Decahydronapthalin genannt. Vollständige Hydrierung wird in der Nomenklatur auch durch die Vorsilbe „Perhydro-“ ausgedrückt. Formal und oft auch in Realität sind teilweise („partielle“) Hydrierungen von Kohlenwasserstoffen mit der maximalen Zahl von Doppelbindungen möglich. Diese „teilhydrierten“ Verbindungen werden durch die Vorsilben „Dihydro-“, „Tetrahydro-“, „Hexahydro-“ und so weiter charakterisiert. Die Stellung der „Hydro-Wasserstoffatome“ wird durch die Bezifferung, die Lokanten der maximal ungesättigten Ringsysteme angegeben; so lassen sich gegebenenfalls Isomere unterscheiden.
Hydronaphthaline: Decahydronaphthalin (Decalin), 1,2,3,4-Tetrahydronaphthalin (Tetralin), 1,2-Dihydronaphthalin, 9,10-Dihydronaphthalin. Die Wasserstoffatome sind nicht gezeigt. Bei dem ersten und letzten Hydronaphthalin sind Stereoisomere (cis und trans) möglich.
Aus den Strukturformeln mono- oder bicyclischer Kohlenwasserstoffe können durch Verknüpfung zweier C-Atome oder Einfügen von Kohlenstoff-Ketten („Brücken“) die Formeln von verbrückten polycyclischen Kohlenwasserstoffe abgeleitet werden (siehe Artikel Verbrückte Kohlenwasserstoffe). Eine Auswahl ist in der Tabelle wiedergegeben.
| Strukturformel | Trivialname   | systematischer Name |
| -------------- | ------------- | --- |
|                | Dewar-Benzol  | Bicyclo[2.2.0]hexa-2,5-dien |
|                | Benzvalen     | Tricyclo[3.1.0.02,6]hex-3-en |
|                | Tetrahedran   | Tricyclo[1.1.0.02,4]butan |
|                | Adamantan     | Tricyclo[3.3.1.13,7]decan |
|                | Twistan       | Tricyclo[4.4.0.03,8]decan |
|                | Prisman       | Tetracyclo[2.2.0.02,6.03,5]hexan |
|                | Trinorbornan  | Tetracyclo[5.2.2.01,6.04,9]undecane |
|                | Cuban         | Pentacyclo[4.2.0.02,5.03,8.04,7]octan |
|                | Tetraasteran  | Pentacyclo[6.4.0.02,7.04,11.05,10]dodecane |
|                | [60]-Fulleren | Hentriacontacyclo[29.29.0.02,14.03,12.04,59.05,10.06,58.07,55.08,53.09,21.011,20.013,18.015,30.016,28.017,25.019,24.022,52.023.50.026,49.027,47.029,45.032,44.033,60.034,57.035,43.036,56.037,41.038,54.039,51.040,48.042,46] hexaconta-1,3,5(10),6,8,11,13(18),14,16,19,21,23,25,27,29(45),30,32(44),33,35(43),36,38(54),39(51),40(48),41,46,49,52,55,57,59-triaconten |